# Манжелей, Ирина Владимировна
Манжелей Ирина Владимировна (04 августа 1960, Тюмень) — российский учёный, доктор педагогических наук, профессор, заместитель председателя диссертационного совета Д 212.274.01 (педагогические науки). С 2019 года профессор кафедры технологий физкультурно-спортивной деятельности Тюменского государственного университета. Входит в состав редакционно-издательского совета научно-теоретического журнала «Теория и практика физической культуры» и «Российского психологического журнала». Автор более 230 научно-исследовательских работ. Под руководством Ирины Владимировны защищено 11 кандидатских диссертаций.

## Биография
Ирина Владимировна родилась в Тюмени. Играла за баскетбольную команду «Уралмаш» — Свердловск, после чего приглашена в молодёжную сборную команду России.

## Научная деятельность
В 1999 году защитила кандидатскую диссертацию на тему «Повышение эффективности физкультурного образования студентов основной группы гуманитарных вузов на основе использования элементов самообразования». Научный руководитель Потапов Виктор Николаевич.
В 2005 году успешно защитила диссертацию на соискание учёной степени доктора педагогических наук на тему «Актуализация педагогического потенциала физкультурно-спортивной среды». Научный консультант — В. И. Загвязинский.
Ирина Владимировна в составе творческого коллектива под руководством академика РАО В. И. Загвязинского трижды была победителем конкурса Грантов Российского гуманитарного научного фонда.
В 2006 году на научно-практической конференции, посвящённой 80-летию журнала «Теория и практика физической культуры», выступала на пленарных заседаниях совместно с В.К Бальсевичем, А. В. Родионовым, В. И. Столяровым.
Ирина Владимировна, являясь членом оргкомитета, внесла существенный вклад в организацию региональной научно-практической конференции «Стратегия формирования здорового образа жизни населения средствами физической культуры и спорта: тенденции, традиции, инновации», которая с 2017 года стала носить статус Международной.
Ириной Владимировной были разработаны и реализованы программы дополнительного образования «Инновационные технологии физического воспитания», «Технологии оздоровительной физической культуры», «Спортивный и оздоровительный массаж», «Бодибилдинг и фитнес», «Современные технологии спортивной подготовки», «Здоровьесберегающие технологии», «Физкультурно-спортивная работа по месту жительства», «Персональный и групповой тренинг в фитнесе», «Адаптивный фитнес», на которых прошли обучение более 500 слушателей. Разработанные ею модули и темы легли в основу программы дополнительного образования «Психология и управление в фитнес индустрии», реализованной в Тюменском государственном университете в рамках проекта «Новые возможности для каждого» (2019).
Манжелей И. В. является научным консультантом Департамента по спорту и молодёжной политике Тюмени. В 2018—2019 году ею реализованы научно-исследовательские проекты «Психолого-педагогическое сопровождение спортивной деятельности в учреждениях дополнительного образования г. Тюмени» и «Изучение воспитательного потенциала физкультурно-спортивной среды УДО».
Научные работы и учебные пособия Ирины Владимировны включены в учебные программы и рабочие программы по дисциплинам нескольких ВУЗов России, специализирующихся в области физической культуры и спорта.
Научные труды Ирины Владимировны опубликованы в ведущих журналах Российской Федерации в области физической культуры и спорта:
- Теория и практика физической культуры[7][8]
- Физическая культура: воспитание, образование, тренировка[9]
- Наука и спорт: современные тенденции[10]
- Учёные записки университета имени П. Ф. Лесгафта[11]
- Вестник Томского государственного университета[12]
- Известия Тульского государственного университета. Физическая культура. Спорт[13]
- Образование и наука[14]

## Награды
- 2005 — Победитель конкурса Уральского отделения РАО «За лучшее педагогическое исследование»[15]
- 2006 — Награждена почётным знаком «Отличник физической культуры»
- 2010 — Победитель регионального конкурса «Спортивная элита» в номинации «Лучший учёный в области физической культуры и спорта»[16]
- 2014 — Победитель конкурса научных статей журнала «Теория и практика физической культуры»[17]
- 2015 — награждена почётным знаком «За заслуги в развитии физической культуры и спорта РФ»[18]
- 2016 — Лауреат премии В. И. Муравленко «За вклад в развитие физической культуры и спорта»
- 2019 — Финалистка конкурса ТюмГУ «Золотая ладья» в номинации «Преподаватель года»[19]
- 2022 — Присвоено почётное звание «Заслуженный работник физической культуры Российской Федерации»[20]

## Научные публикации
- Манжелей И. В. Педагогические модели физического воспитания: учебное пособие //М.: Научно-изд. центр "Теория и практика физической культуры. — 2005.
- Манжелей И. В. Средо-ориентированный подход в физическом воспитании //Теория и практика физической культуры. — 2005. — №. 8. — С. 7-11.
- Манжелей И. В. Педагогический потенциал физкультурно-спортивной среды //Физическая культура: воспитание, образование, тренировка. — 2010. — №. 4. — С. 2-4.
- Манжелей И. В., Потапов В. Н. Субъекты и среда физического воспитания и спорта: монография //М.: АНО НИЦ "Теория и практика физической культуры и спорта. — 2010.
- Манжелей И. В. Инновации в физическом воспитании. — Directmedia, 2015.
- Загвязинский В. И., Манжелей И. В. Возможно ли в России здоровьеформирующее образование? //Теория и практика физической культуры. — 2015. — №. 11. — С. 94-96.
- Манжелей И. В. Программно-информационное сопровождение Всероссийского физкультурно-спортивного комплекса «Готов к труду и обороне» //Теория и практика физической культуры. — 2015. — №. 9. — С. 31-31.
- Загвязинский В. И., Манжелей И. В. Общая панорама педагогического исследования по проблемам физической культуры и спорта //Теория и практика физической культуры. — 2016. — №. 3. — С. 3-5.
- Закирова А. Ф., Манжелей И. В. Магистерская диссертация как научно-педагогическое исследование. — Directmedia, 2018.